# Виконт де Иснахар

Герб муниципалитета Иснахар, провинция Кордова, автономное сообщество Андалусия

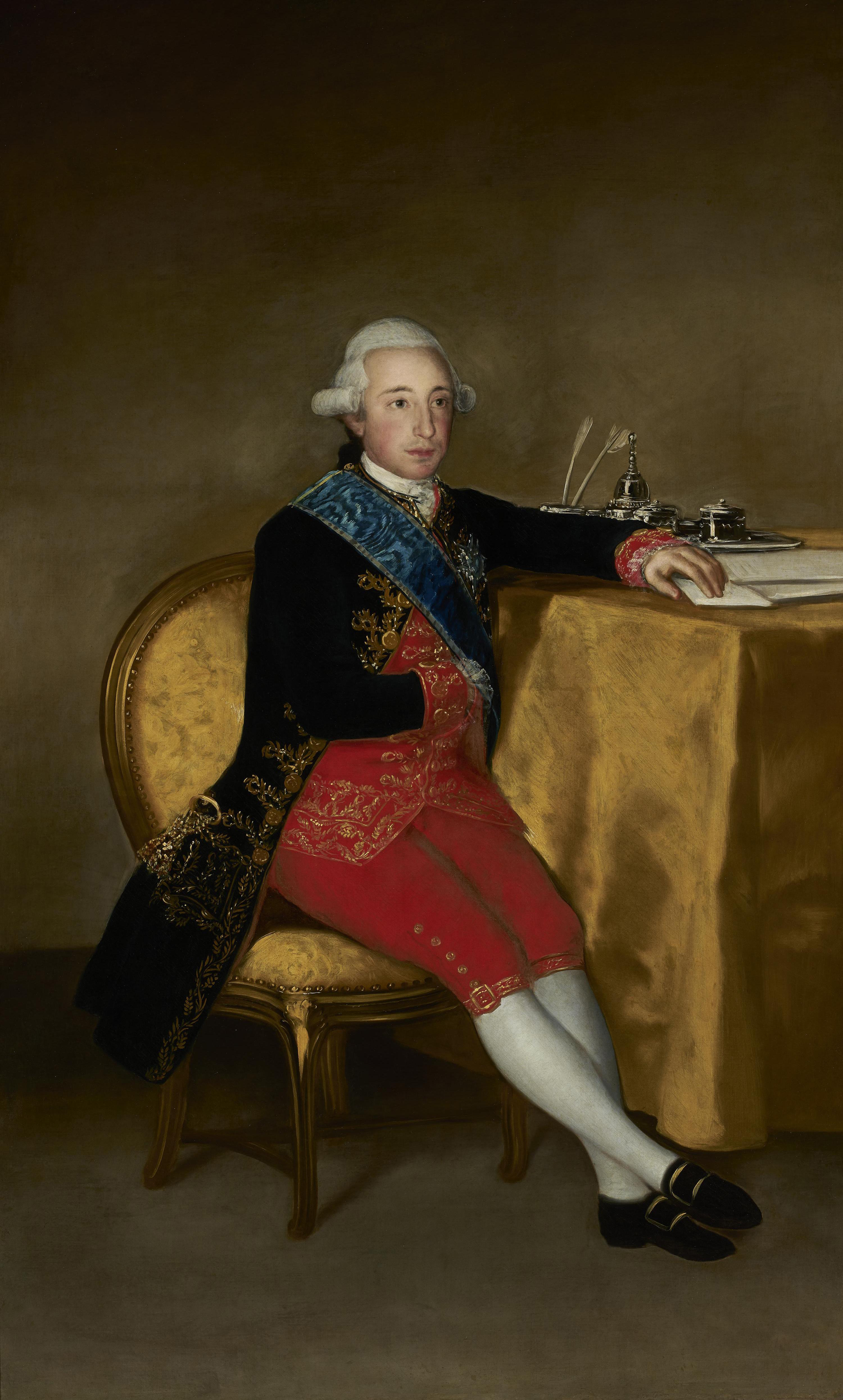
Висенте Хоакин Осорио де Москосо и Гусман (1756—1816), 15-й виконт де Иснахар

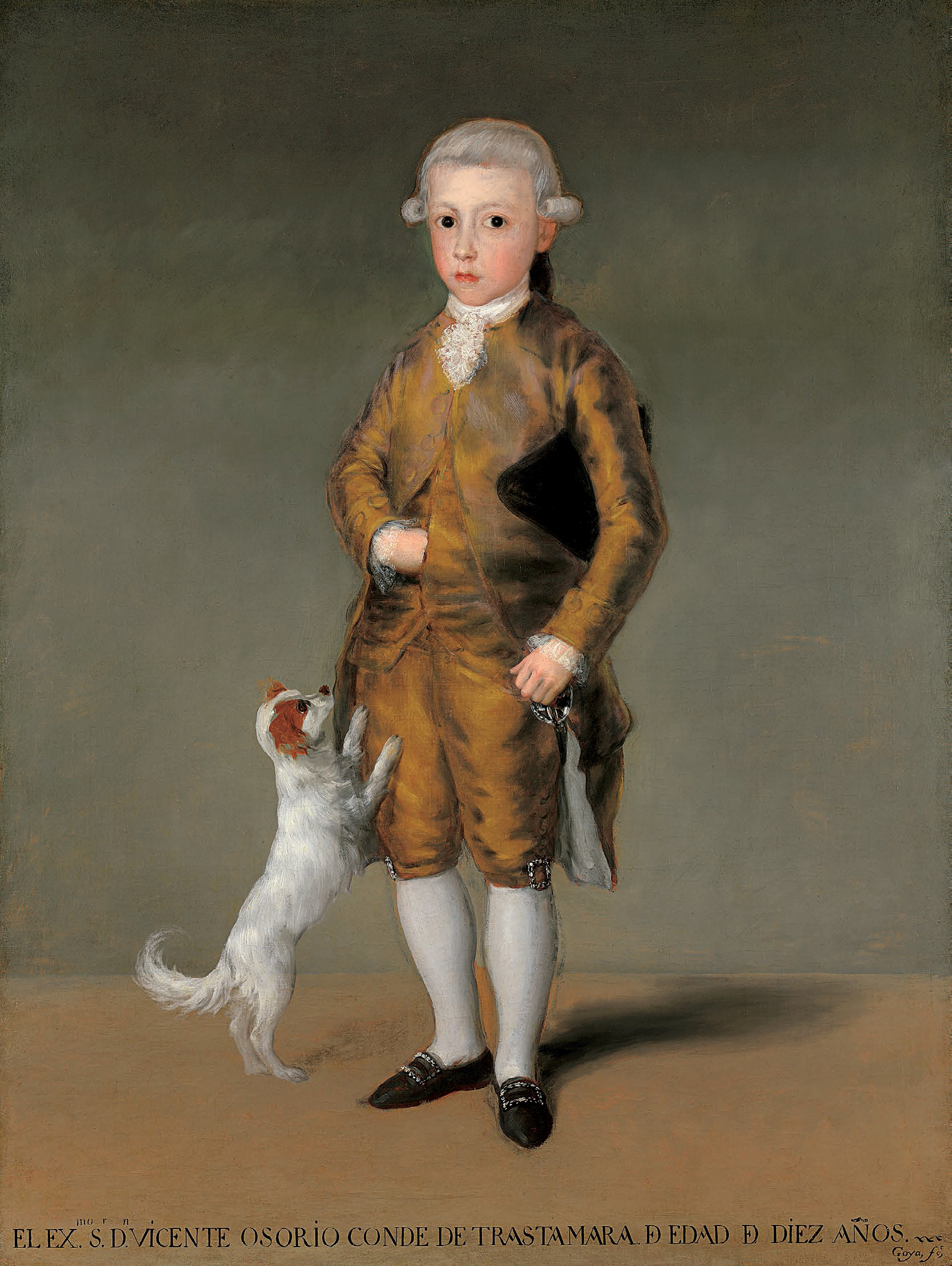
Висенте Изабель Осорио де Москосо и Альварес де Толедо (1777—1837), 16-й виконт де Иснахар

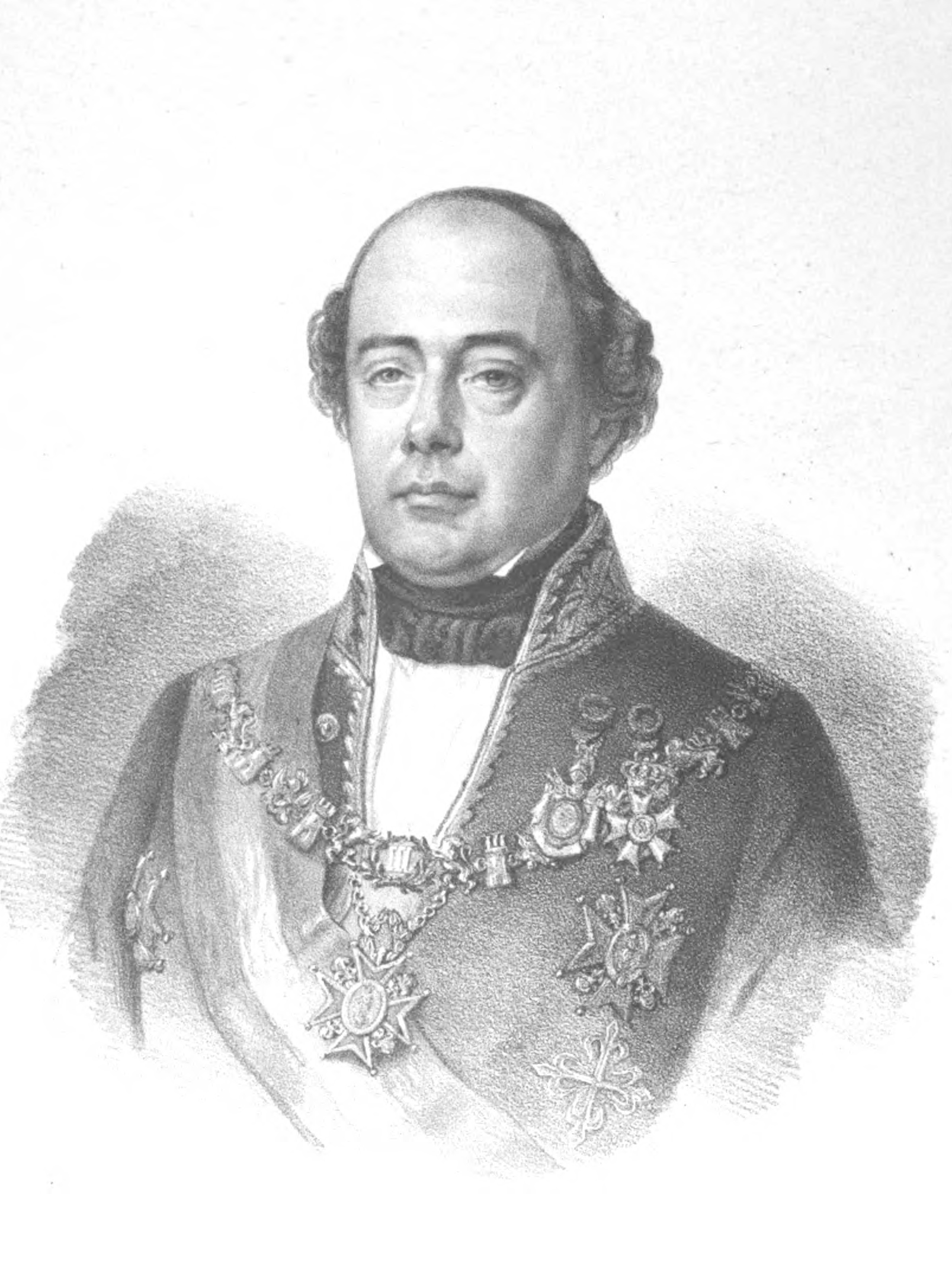
Висенте Пио Осорио де Москосо и Понсе де Леон (1801—1864), 14-й граф де Альтамира, 17-й виконт де Иснахар

Виконт де Иснахар  — испанский дворянский титул. Он был создан 23 октября 1466 года королем Кастилии Энрике IV для Диего Фернандеса де Кордовы и Монтемайора (1410—1481), 1-го графа де Кабра, 20-го сеньора вилл Баэна, Руте, Замбра, Иснахар, Донья-Менсия и Бернедо, маршала Кастилии, старшего альгвасила и алькальда алькасареса городов Кордова и Алькала-ла-Реаль.
Название титула происходит от названия муниципалитета Иснахар , провинция Кордова, автономное сообщество Андалусия.
Титул был восстановлен в 1915 году для Фернандо Осорио де Москосо и Лопеса (1893 — ?), 18-го виконта де Иснахар, 12-го герцога де Медина-де-лас-Торрес, 13-го маркиза де Альмасан, 12-го маркиза де Монестерио, 11-го маркиза де Монтемайор, 15-го графа да Монтеагуадо-де-Мендоса, 17-го графа де Паламос, 18-го графа де Санта-Марта и 5-го графа де Валермосо.

## Виконты де Иснахар
- Диего Фернандес де Кордова и Монтемайор (ок 1410 — 16 августа 1481), 1-й граф де Кабра, 1-й виконт де Иснахар, 1-й виконт де Бухалансе. Сын Педро Фернандеса де Кордовы и Рохаса (? — 1435), 2-го сеньора де Баэна, и Хуаны де Кордовы и Монтемайор.
  - Супруга — Мария Каррильо де Альборнос Венегас (ок. 1420—1468), дочь Педро Каррильо, 4-го сеньора де Санта-Эуфемия, и Беатрис Венегас де Кордовы, сеньоры де лос Алькарасехос.
  - Супруга — Менсия Рамирес де Агилера и Валенсуэла, дочь Франсиско Рамиреса де Валенсуэлы и Агилеры и Беатрис Фернандес де Аранды. Ему наследовал его сын от первого брака:

- Диего Фернандес де Кордова и Каррильо де Альборнос  (ок. 1445 — 5 октября 1487), 2-й граф де Кабра и 2-й виконт де Иснахар.
  - Супруга — Мария Уртадо де Мендоса и Луна (1455—1506), дочь Диего уртадо де Мендосы и Суареса де Фигероа, 1-го герцога дель Инфантадо и 2-го маркиза де Сантильяна, и Брианды де Мендосы и Луны. Ему наследовал его старший сын:

- Диего Фернандес де Кордова и Мендоса  (ок. 1460 — 15 августа 1525), 3-й граф де Кабра и 3-й виконт де Иснахар.
  - Супруга — Франсиска Суньига де ла Серда (? — 1511), дочь Диего Лопеса де Суньиги и Манрике де Лары и Хуаны де ла Серда и Кастаньеда, 4-й сеньоры де Вильория. Ему наследовал его сын:

- Луис Фернандес де Кордова и Суньига  (? — 17 августа 1526), 4-й граф де Кабра, 4-й виконт де Иснахар.
  - Супруга — Эльвира Фернандес де Кордова (? — 1524), герцогиня де Сесса, де Сантанджело, де Андрия, де Монтальво и де Терранова, дочьЭльвира Фернандес де Кордова и наследника великого капитана Гонсало Фернандеса де Кордовы и Марии Манрике де Лары. Ему наследовал его старший сын:

- Гонсало Фернандес де Кордова и Фернандес де Кордова  (27 июля 1520 — 3 декабря 1578), 1-й герцог де Баэна, 5-й граф де Кабра, 5-й виконт де Иснахар.
  - Супруга — Мария Сармьенто де Мендоса (1523—1589), дочь Франсиско де лос Кобоса, герцога де Сабиоте, Марии де Мендосы, 7-й графини де Рибадавия. Ему наследовала его сестра:

- Франсиска Фернандес де Кордова  (10 августа 1521 — 9 июня 1597), 3-я герцогиня де Сесса, 3-я герцогиня де Баэна, 6-я графиня де Кабра, 6-я виконтесса де Иснахар.
  - Супруг — Алонсо де Суньига и Сотомайор (1521—1559), 4-й маркиз де Хибралеон, сын Франсиско де Суньиги и Сотомайора, 5-го графа де Белалькасара, и Терезы де Суньиги, герцогини де Бехар.

- Антонио Фернандес де Кордова  (36 декабря 1550 — 6 января 1606), 5-й герцог де Сесса, 7-й граф де Кабра, 6-й виконт де Иснахар. Сын Фернандо Фолька де Кардоны, 2-го герцога де Сома, и Беатрис Фернандес де Кордовы, внук Луиса Фернандеса де Кордовы, 4-го графа де Кабра.
  - Супруга — Хуана де Арагон и Кордова, дочь Диего Фернандеса де Кордовы и Арагона, 3-го маркиза де Комарес, и Хуаны Фольк де Кардоны и Арагон.
  - Супруга — Анна де ла Серна. Ему наследовал его старший сын от первого брака:

- Луис Фернандес де Кордова и Рекесенс де Арагон  (25 января 1582 — 14 ноября 1642), 8-й виконт де Иснахар, 8-й граф де Кабра, 6-й герцог де Сесса, 4-й герцог де Баэна, герцог ди Терранова, герцог де Сантанджело, граф де Паламос, граф де Калонже, граф де Оливето, барон де Бельпуч, барон де Синола.
  - Супруга — Марианна де Рохас, 4-я маркиза де Поса, дочь Франсиско де Рохас и Кордова, 3-го маркиза де Поса, и Франсиски Энрикес де Кабреры.
  - Супруга — Франсиска Луиза Портокарреро (? — 1639), 6-я маркиза де Вильянуэва-дель-Фресно и 14-я сеньора де Могер, дочь Алонсо де Портокарреро, 5-го маркиза де Вильянуэва-дель-Фресно, 13-го сеньора де Могер, и Изабель де ла Куэва. Ему наследовал его сын от первого брака:

- Антонио Фернандес де Кордова  (1600 — январь 1659), 9-й граф де Кабра, 7-й герцог д Сесса, 9-й виконт де Иснахар.
  - Супруга — Тереза Пиментель (1596—1689), дочь Антонио Алонсо Пиментеля и Киньонеса, 9-го графа де Бенавенте, и Марии Понсе де Леон. Ему наследовал их старший сын:

- Франсиско Фернандес де Кордова (17 октября 1626 — 12 сентября 1688), 10-й граф де Кабра, 8-й герцог де Сесса, 10-й виконт де Иснахар.
  - Супруга — Изабель Луиза Фернандес де Кордова и Энрикес де Рибера (1619—1654), дочь Алонсо Фернандеса де Кордовы и Энрикеса де Риберы, 5-го маркиза де Прьего, и Хуаны Энрикес де Рибери и Хирона.
  - Супруга — Анна Мария Пиментель и Энрикес (1639—1676), 6-я маркиза де Тавара, дочь Энрике Пиментеля и Москосо, 5-го маркиза де Тавара, и Франсиски Фернандес де Кордовы.
  - Супруга — Мария Андреа де Гусман, дочь Мануэля Луиса де Гусмана, 4-го маркиза де Вильяманрике, и Анны Давилы и Осорио, 5-й маркизы де Велада, 3-й маркизы де Сан-Роман и 11-й маркизы де Асторга. Ему наследовал его сын от первого брака:

- Феликс Фернандес де Кордова и Кардона[исп.]  (11 января 1654 — 3 июля 1709), 9-й герцог де Сесса, 11-й граф де Кабра и 11-й виконт де Иснахар.
  - Супруга — Франсиска Фернандес де Кордова и Рохас (1662—1680), 7-я маркиза де Гуада, дочь Диего Фернандеса де Кордовы и Портокарреро, 2-го графа де Каса-Пальма, и Леонор Сапаты и Сильвы.
  - Супруга — Маргариты де Арагон Кардона и Бенавидес (1664—1702), дочь Луиса де Арагона и Фернандеса де Кордовы, 7-го герцога де Кардона, и Марии де Бенавидес. Ему наследовал его сын от второго брака:

- Франсиско Хавьер Фернандес де Кордова (20 сентября 1687 — 19 мая 1750), 10-й герцог де Сесса, 12-й граф де Кабра и 12-й виконт де Иснахар.
  - Супруга — Тереза Фернандес де Кордова, дочь Франсиско Фернандеса де Кордовы, 10-го графа де Кабра, и Марии Андреа де Гусмана. Ему наследовал его дочь:

- Буэнавентура Франсиска Фернандес де Кордова Фольк де Кардона  (2 июня 1712 — 9 апреля 1768), 11-я герцогиня де Сесса, 10-я герцогиня де Сома, 9-я герцогиня де Баэна, 13-я виконтесса де Иснахар.
  - Супруг — Вентура Антонио Осорио де Москосо и Гусман Давила и Арагон (1707—1734), 10-й граф де альтамира и 13-й граф де Монтеагудо, сын Антонио Гаспара де Москосо Осорио и Арагона, 5-го герцога де Санлукар-ла-Майор, и Анны де Гусман Осорио и Давилы, 7-й маркизы де Велада, 13-й маркизы де Асторга и Сан-Роман и Вильяманрике.
  - Супруг — Хосе Мария Диего де Гусман Велес де Ладрон де Гевара (1709—1781), 12-й граф де Оньяте и 6-й маркиз де Монтеалегре, сын Себастьяна де Гусмана и Спинолы, 5-го маркиза де Монтеалегре, и Мельчоры де ла Тринидад Велес Ладрон де Гевары и Линь, 3-й маркизы де Гевара. Ей наследовал её сын от первого брака:

- Вентура Осорио де Москосо и Фернандес де Кордова  (1731 — 7 января 1776), 15-й маркиз де Асторга, 16-й граф де Кабра, 12-й герцог де Сесса, 10-й герцог де Баэна, 5-й герцог де Атриско, 14-й виконт де Иснахар.
  - Супруга — Мария де ла Консепсьон де Гусман и Фернандес де Кордова (1730—1776), дочь Хосе Марии Диего де Гусмана Велеса де Ладрона де Гевары, 12-го графа де Оньяте, 6-го маркиза де Монтеалегре, и Марии Феличи Фернандес де Кордовы Эспинолы и де ла Серды. Ему наследовал их сын:

- Висенте Хооакин Осорио де Москосо и Гусман  (17 января 1756 — 26 августа 1816), 16-й маркиз де Асторга, 17-й граф де Кабра, 13-й герцог де Сесса, 11-й герцог де Баэна, 12-й маркиз де Аямонте, 15-й виконт де Иснахар.
  - Супруга — Мария Игнасия Альварес де Толедо и Гонзага Караччоло (1757—1795), дочь Антонио Марии Хосе Альвареса де Толедо и Переса де Гусмана, 10-го маркиза де Вильяфранка и де лос Велес, и Марии Антонии Доротеи Синфоросы Гонзага и Караччоло.
  - Супруга — Мария Магдалена Фернандес де Кордова и Понсе де Леон (1780—1830), дочь Хоакина Фернандеса де Кордовы и Осеса и Бригиды Магдалены Понсе де Леон и Давилы. Ему наследовал его сын от первого брака:

- Висенте Изабель Осорио де Москосо и Альварес де Толедо (19 ноября 1778 — 31 августа 1837), 14-й герцог де Сесса, 13-й граф де Альтамира, 13-й герцог де Сома, 12-й герцог де Баэна, 7-й герцог де Атриско, 16-й виконт де Иснахар.
  - Супруга — Кармен Понсе де Леон и Карвахаль Ланкастр (1780—1813), герцогиня де Монтемар, дочь Антонио Марии Понсе де Леон Давилы и Каррильо де Альборнос, 4-го герцога де Монтемар, и Марии Луизы Карвахаль и Гонзага. Ему наследовал их сын:

- Висенте Пио Осорио де Москосо и Понсе де Леон (22 июля 1801 — 22 февраля 1864), 14-й граф де Альтамира, 15-й герцог де Сесса, 14-й герцог де Сома, 13-й герцог де Баэна, 8-й герцог де Атриско, 17-й виконт де Иснахар.
  - Супруга — Мария Луиза де Карвахаль и де Керальт (1804—1843), дочь Хосе Мигеля де Карвахаля Варгаса и Манрике де Лара, 2-го герцога де Сан-Карлос, вице-короля Наварры, и Марии Эулалии де Керальт и Сильвы.

- Фернандо Осорио де Москосо и Лопес  (род. 27 апреля 1893), 18-й виконт де Иснахар, 12-й герцог де Медина-де-лас-Торрес, граф де Монтеагудо-де-Мендоса, граф де Валермосо и граф де Паламос (гранд Испании). Единственный сын Альфонсо Осорио де Москосо и Осорио де Москосо, 15-го герцога де Сома (1857—1901), старшего сына Марии Эулалии Осорио де Москосо и Карвахаль (1834—1892), 11-й герцогини де Медина-де-лас-Торрес. Скончался бездетным.

- Мария дель Пилар Палома де Казанова и Барон  (род. 11 мая 1947), 19-я виконтесса де Иснахар, 24-я герцогиня де Македа, маркиза де Асторга, графиня де Кабра, 19-я маркиза де Аямонте и де ла Вилла-де-Сан-Роман, графиня де Монтеагудо-де-Мендоса, графиня де Валермосо, баронесса де Линьола, грандесса Испании. Старшая дочь Бальтазара де Казанова-Карденаса и де Феррера (1918—2006) и Марии де лос Долорес Барон и Осорио де Москосо, 22-й герцогини де Македа (1917—1989)
  - Супруг — Франсиско Лопес де Бесерра де Соле (род. 1948), сеньор де Техада.

- Альваро Франсиско Лопес де Бесерра де Соле и Казанова-Карденас  (род. 9 апреля 1978), 20-й виконт де Иснахар, 27-й граф де Кабра, 4-й маркиз де Бельфуэрте. Единственный сын Франсиско Лопеса де Бесерры и де Соле (род. 1948) и Марии дель Пилар Касановы и Барон, герцогини де Банос (род. 1947).